# Stepan Balmasjov
Stepan Valerianovitj Balmasjov (ryska: Степан Валерианович Балмашёв), född 1882, död 5 maj 1902, var en rysk revolutionär.
Stepan Balmasjov deltog i hemliga revolutionära föreningar i Charkov och i studentoroligheterna vid Kievs universitet omkring 1902. Stepan Balmasjov mördade, enligt Socialistrevolutionära partiets beslut 28 april, inrikesministern Dmitrij Sipjagin. Stepan Balmasjov avrättades därefter genom hängning.